# Stenanona tubiflora
Stenanona tubiflora G.E. Schatz & Maas – gatunek rośliny z rodziny flaszowcowatych (Annonaceae Juss.). Występuje naturalnie w Panamie. 

## Morfologia
PokrójZimozielone drzewo dorastające do 4 m wysokości.
LiścieMają eliptycznie lancetowaty lub odwrotnie jajowaty kształt. Mierzą 5,3–46,5 cm długości oraz 9,8–17,6 cm szerokości. Nasada liścia jest od rozwartej do prawie sercowatej. Blaszka liściowa jest całobrzega o ogoniastym wierzchołku. Ogonek liściowy jest owłosiony i dorasta do 5–6 mm długości.
KwiatySą zebrane w pęczki, rozwijają się bezpośrednio na pniach i gałęziach (kaulifloria). Mają 3 działki kielicha o owalnym kształcie i dorastające do 24–26 mm długości. Płatków jest 6, mają podłużny kształt i brązowopurpurową barwę, osiągają do 115–128 mm długości. Kwiaty mają 35 pręcików i 30 owocolistków.
OwocePojedyncze, mają kształt od podłużnego do elipsoidalnego, osiągają 25–40 mm długości.

## Biologia i ekologia
Rośnie w lasach, ma terenach nizinnych.